# Diocèse décentralisé d'Égée
Le diocèse décentralisé d'Égée (grec moderne : Αποκεντρωμένη Διοίκηση Αιγαίου) est une subdivision administrative régionale de l'administration centrale créé le 1er janvier 2001 par le programme Kallikratis regroupant les services administratifs d'État des périphéries de l'Égée-Septentrionale et de l'Égée-Méridionale.
Le siège de cette nouvelle entité se trouve au Pirée (néanmoins situé dans le diocèse d'Attique).